# Cloruro de hidrógeno
El cloruro de hidrógeno (ácido clorhídrico en su forma hidratada) es un compuesto químico de fórmula HCl, formado por un átomo de cloro unido a uno de hidrógeno. A condiciones normales de presión y temperatura (CNPT) es un gas más denso que el aire. Es un compuesto tóxico, corrosivo, de olor picante y sofocante.
A temperatura ambiente, el cloruro de hidrógeno es un gas ligeramente amarillo, corrosivo, no inflamable, más pesado que el aire y de olor fuertemente irritante. Cuando se expone al aire, el cloruro de hidrógeno forma vapores corrosivos densos de color blanco. El cloruro de hidrógeno puede ser liberado por volcanes.
En su forma anhidra, no ataca metales ni aleaciones. Pero en presencia de humedad produce vapores de ácido clorhídrico que atacan a la mayoría de los metales, exceptuando la plata, el oro, el platino y el tantalio.
El cloruro de hidrógeno tiene numerosos usos. Se usa, por ejemplo, para limpiar, tratar y galvanizar metales, curtir cueros, y en la refinación y manufactura de una amplia variedad de productos. El cloruro de hidrógeno puede formarse durante la quema de muchos plásticos. Cuando entra en contacto con el agua, forma ácido clorhídrico. Tanto el cloruro de hidrógeno como el ácido clorhídrico son corrosivos.

## Disoluciones

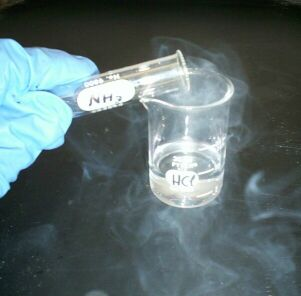
Reacción del ácido clorhídrico con el amoniaco, liberando vapores blancos de cloruro de amonio.

Cuando se encuentra en disolución acuosa se le llama ácido clorhídrico. En condiciones normales de presión y temperatura (CNPT) la concentración máxima es de aproximadamente el 37 %.
También es altamente soluble en etanol y dietiléter.

## Química
El cloruro de hidrógeno es un ácido monoprótico, lo que significa que puede disociarse solo una vez para ceder un ion H+ (un protón). En disoluciones acuosas, este protón se une a una molécula de agua para dar un ion hidronio {\displaystyle (H_{3}O^{+})}: {\displaystyle HCl+H_{2}O\rightarrow H_{3}O^{+}+Cl^{-}}.
El otro ion formado es Cl-, el ion cloruro. El ácido clorhídrico puede entonces ser usado para preparar sales llamadas cloruros, como el cloruro de sodio. El ácido clorhídrico es un ácido fuerte, ya que se disocia casi completamente en agua.
Los ácidos monopróticos tienen una constante de disociación ácida, Ka, que indica el nivel de disociación en agua. Para ácidos fuertes como el HCl, el valor de Ka es alto. Al agregar cloruros, como el NaCl, a una disolución acuosa de HCl, el valor de pH prácticamente no cambia, lo que indica que el ion Cl− es una base conjugada notablemente débil, y que el HCl está casi totalmente disociado.

## Obtención
Industrialmente, se obtiene por síntesis de sus elementos en disolución de ácido clorhídrico o por reacción del ácido sulfúrico con el cloruro de sodio.
Siguiendo dicha reacción:
{\displaystyle 2NaCl{+}H_{2}SO_{4}\rightarrow 2HCl{+}Na_{2}SO_{4}}

## Precauciones
Es altamente peligroso el contacto con la piel, los ojos y otras mucosas, y no se debe inhalar ni ingerirse disuelto en agua. Por lo tanto, a la hora de emplear este gas reactivo, es necesario usar guantes, lentes y mascarillas. En caso de ingestión, visitar a su médico lo más pronto posible.

### Almacenamiento
Debe mantenerse fuera de contacto de agentes oxidantes, en especial ácido nítrico y cloratos.
El envase contenedor deberá ser de vidrio o plástico.